# Крутоярский (Красноярский край)
Крутоярский — посёлок в Шарыповском районе Красноярского края России. Входит в состав Новоалтатского сельсовета.

## География
Посёлок расположен в 42 км к северу от районного центра Шарыпово.

## История
В 1968 г. указом президиума ВС РСФСР поселок отделения № 4 Алтатского совхоза переименован в Крутоярский.

## Население
| 2010 |
| ---- |
| 143  |

Гендерный состав
По данным Всероссийской переписи населения 2010 года 0 мужчин и 73 женщины из 143 чел.